# Luigi Chiereghin
Luigi Chiereghin (Treviso, 1923 – Treviso, 12 aprile 1981) è stato un politico italiano.

## Biografia
Docente di filosofia, attivo politicamente nelle file della Democrazia Cristiana, fu in consiglio comunale a Treviso dal 1952 al 1965, ricoprendo anche la carica di assessore nelle due giunte presiedute da Alessandro Tronconi. Dal marzo 1959 al gennaio 1965 fu sindaco di Treviso. Ricoprì inoltre la carica di presidente della Cassa di Risparmio della Marca Trivigiana.